# Aktautitan
Aktautitan stellt einen Vertreter der Brontotherien dar, einer urtümlichen Gruppe der Unpaarhufer. Er lebte im Mittleren Eozän vor 46 bis 41 Millionen Jahren im heutigen Zentralasien und ist über zwei fast vollständige Skelette aus dem Osten Kasachstans nachgewiesen. Dabei gehörte Aktautitan zu den größten bekannten Brontotherien und besaß zwei kleine knöcherne Hörner, wies aber im Gegensatz zu anderen großen Formen deutlich in ihrer Länge reduzierte Gliedmaßen auf, die ihm eine flusspferdartige Körperform gaben. Inwiefern der Brontotherienvertreter auch eine ähnliche, semiaquatische Lebensweise ausübte, ist nicht geklärt. Bekannt ist mit Aktautitan hippopotamopus eine Art.

## Merkmale

Lebendrekonstruktion von Aktautitan

Aktautitan gehörte zu den größten bekannten Vertretern der Brontotherien und war bezogen auf Größe und Körpergewicht vergleichbar zu Megacerops oder Embolotherium. Wie diese wies es einen massigen, an Nashörner erinnernden Körperbau auf, charakteristisch waren aber seine sehr stark gekürzten Gliedmaßen, die an jene von Flusspferden erinnern.
Der massige Schädel erreichte eine Länge von 74 bis 85 cm. Die Jochbeinbögen waren im Gegensatz zum verwandten Embolotherium nicht sehr stark seitlich ausragend, sondern eher parallel verlaufend und eher schlank geformt. Die Stirnlinie verlief deutlich gesattelt und entspricht der anderer horntragender Brontotherien. Das Hinterhauptsbein besaß aber noch nicht die starke Verlängerung der späteren Brontotherien und war eher rechtwinklig gestaltet. Das charakteristische knöcherne Horn, gebildet aus Auswüchsen des hinteren Endes des Nasenbeins und überlappt von solchen des vorderen Teils des Stirnbeins, formte dabei einen erhöhten Knochenrücken, der oberhalb der Orbita ansetzte und in einem Winkel von 45° schräg nach vorn ragte. Auf dem obersten Punkt dieses Rückens, der über 20 cm vom Augenfenster entfernt lag, befand sich ein Paar deutlicher, rundlich geformter Knochenschwellungen. Der schräg aufragende Knochenrücken stellte möglicherweise eine Vorform der massiven, rammbockartigen Hornbildung bei Embolotherium dar. Das vordere Ende des Nasenbeins fiel vor den Hörnern deutlich nach vorne ab und war relativ dünn. Das Augenfenster selbst befand sich oberhalb des zweiten Molaren. Der Naseninnenraum zwischen Nasenbein und Mittelkieferknochen war äußerst ausgedehnt und reichte bis zum letzten Prämolaren. Typisch für Aktautitan waren auch seitlich an den Scheitelbeinen verlaufende parasagittale Knochenwülste.
Der bis zu 66 cm lange Unterkiefer war kräftig, aber schmal und im Bereich des letzten Backenzahns bis zu 11 cm hoch. Die Symphyse dehnte sich bis zum letzten Prämolaren aus. Das Gebiss wies die vollständige Säugetierbezahnung mit folgender Zahnformel auf: {\displaystyle {\frac {3.1.4.3}{3.1.4.3}}}. Die Schneidezähne wiesen eine kugelige bis deutlich konische Form auf und waren eher klein. Sie bildeten einen geschlossenen Zahnbogen, der vom ebenfalls konisch-spitzen, in seiner Größe aber variierenden Eckzahn abgeschlossen wurde. Dahinter lag ein nur kleines Diastema von rund 2 cm Länge. Die Zähne der hinteren Gebissreihe nahmen von vorne nach hinten an Größe zu und waren insgesamt mit niedrigen Zahnkronen ausgestattet (brachyodont). Die beiden hinteren Prämolaren waren deutlich molarisiert, also ähnlich den hinteren Backenzähnen. Diese wiesen zusätzlich deutliche Längsstreckungen auf, so dass der letzte Molar bis zu 12 cm Länge erreichte. Markant war auch der W-förmige Verlauf des Zahnschmelzes auf der Kauoberfläche der oberen Molaren, was ein allgemein für Brontotherien charakteristisches Merkmal ist.
Das postcraniale Skelett ist weitgehend vollständig bekannt, vor allem aber die Wirbelsäule ist aufgrund der Erhaltungsbedingungen nur stark fragmentiert überliefert. Der Bewegungsapparat wies deutlich gekürzte Gliedmaßen auf. Das Schulterblatt war langgestreckt und deutlich dreieckig, der Oberarmknochen kurz und massiv und am Schaft deutlich eingeschnürt. Die Länge betrug 44 cm und war dadurch deutlich geringer als beim vergleichbar großen Megacerops, dessen Oberarm 61 cm lang wurde. Radius und Ulna besaßen eine langschmale, ungekrümmte Form, wobei ersterer 28 cm lang war. Der Oberschenkelknochen stellte mit 51 cm den längsten Gliedmaßenknochen dar, auch hier sind die Unterschiede zu Megacerops mit 81 cm beträchtlich. Das untere Ende des Oberschenkels besaß eine typische Asymmetrie des Kniegelenks, vergleichbar anderen schwer gebauten Säugetieren, erreichte aber nicht die Deutlichkeit wie bei den Nashörnern. Das Schienbein wies ebenfalls Stauchungen auf und war 35 cm lang. Die vorderen Gliedmaßen endeten in vierstrahligen Händen, die hinteren in dreistrahligen Füßen, typisch für urtümliche Unpaarhufer. Der mittlere Strahl (Metapodium III) war dabei am stärksten ausgebildet, wobei der Metacarpus III 12 cm, der Metatarsus III 11 cm lang war; die vergleichbaren Elemente waren bei Megacerops fast doppelt so lang.

## Fundstellen
Funde von Aktautitan sind bisher nur im östlichen Kasachstan entdeckt worden. Sie stammen vom Aktauberg nahe Kysyl Murun im Ili-Becken südlich des Balchaschsees, der zu den südlichen Vorbergen des Dsungarischen Alataus gehört. Dort wurden sie in der Kysylbulak-Formation entdeckt, einer 150 m mächtigen, abwechselnd aus Sand-, Schluff- und Tonsteinen aufgebauten Gesteinsablagerung, die dem Mittleren Eozän angehört (lokalstratigraphisch Irdinmanhum genannt). Dabei konzentrierten sich die Fossilien auf eine nur 50 cm mächtige Schicht aus Ton-/Schluffsteinen von grünlicher Färbung, welche brontothere bone bed genannt wurde. Dieses Fossillager war bereits 1996 entdeckt worden, wobei auch einzelne Knochen geborgen werden konnten. Entdeckt wurden schließlich zwei weitgehend vollständige Skelette und ein dritter Schädel.

## Paläobiologie
Wie bei anderen Brontotherien auch bekannt, lässt sich bei Aktautitan ein gewisser Geschlechtsdimorphismus anhand der Eckzähne nachweisen. Möglicherweise bei männlichen Tieren waren diese deutlich größer gestaltet als bei weiblichen und ragten markant über die Schneidezähne hinaus. Dieser Eckzahndimorphismus, der bei Gattungen mit kleinen oder nicht vorhandenen Hörnern ausgeprägt war, etwa Parvicornus oder Rhinotitan, ging bei späteren Formen mit großen Hornbildungen teilweise wieder zu Gunsten eines Dimorphismus dieser Hörner verloren.
Die Sedimente, in denen die Skelette gefunden wurden, sind aus feinen und dünnen Schichten aufgebaut, die keinerlei Hinweise auf eine Bodenbildung zeigen. Sie werden als Ablagerungsprodukte eines flachen, stehenden Gewässers oder Sumpfes gedeutet, in dem die Tiere verendeten. In einem Bereich von feinkörnigem Sandstein nur 20 cm oberhalb der Brontotherienfundschicht wurden etwa 100 Abdrücke gefunden, die Fußspuren von großen, sich vierfüßig fortbewegenden Tieren darstellen. Sie weisen einen Durchmesser von etwa 20 cm auf und sind rund 10 cm tief. Der Abstand von Vorder- zu Hinterbein beträgt 120 cm, der seitliche Abstand der Beine etwa 40 cm. Aufgrund des Aufbaus und der Größe der Gliedmaßen können diese von Aktautitan stammen, möglich wäre aber auch eine Zuweisung zu dem ebenfalls dort aufgefundenen Sharamynodon, einem zu den Amynodontidae gehörenden großen Nashornverwandten.
Die bemerkenswert kurzen Gliedmaßen lassen darüber nachdenken, ob Aktautitan den Flusspferden vergleichbar eine semi-aquatische Lebensweise verfolgte. Ein solcher, dem Flusspferd ähnelnder Körperbau ist mehrfach und unabhängig innerhalb der Huftiere entstanden und wird als Hippo-ecomorph bezeichnet. Es wird vermutet, dass er sich aufgrund vergleichbarer ökologischer Ansprüche herausbildete; beispielsweise ist er auch bei einigen ausgestorbenen Nashörnern wie Teleoceras und Chilotherium, aber auch von den Tapiren belegt. Jedoch führte dies nicht immer zu einer mit Wasser verbundenen Lebensweise, da zum Beispiel die fossilen Nashörner kurze Beine entwickelten, um als hochspezialisierte Grasfresser (grazer) mit horizontaler Kopfhaltung die Nahrung vom Boden aufnehmen zu können. Aktautitan war allerdings wie andere Brontotherien ein Laubfresser (browser), wie dies auch makroskopische Spuren an den Zähnen zeigen. Möglicherweise halfen die kurzen Beine bei einer Fortbewegung in sumpfigem oder weichem bis feuchtem Gelände, da sie im Gegensatz zu langen Gliedmaßen ein bisweilen tödlich endendes Feststecken verminderten.

## Systematik
Die Gattung Aktautitan gehört zur Familie der Brontotheriidae (ursprünglich Titanotheriidae), die eine heute ausgestorbene Säugetiergruppe aus der Ordnung der Unpaarhufer darstellt. Aufgrund bestimmter zahnmorphologischer Merkmale wird die Familie als entfernte Verwandte der heutigen Pferde betrachtet. Innerhalb der Brontotheriidae ist Aktautitan Mitglied der Unterfamilie der Brontotheriinae und der Zwischentribus der Embolotheriita. In einer ersten Analyse stellte Matthew C. Mihlbachler Aktautitan in die von Henry Fairfield Osborn definierte Unterfamilie der Embolotheriinae. Diese Unterfamilie war ursprünglich 1929 einzig für Embolotherium eingeführt worden. Im Jahr 2008 verschob Matthew Mihlbachler diese jedoch auf die Ebene der Zwischentribus. Heute umfassen die Embolotheriita neben Embolotherium und Aktautitan weitere große Gattungen wie Metatitan und Gnathotitan, die zumeist eine ehemals asiatische Verbreitung hatten. Sie stehen der Zwischentribus Brontotheriita mit Megacerops als Schwestergruppe gegenüber.
Die Erstbeschreibung der Gattung Aktautitan erfolgte von Matthew C. Mihlbachler und Forschungskollegen im Jahr 2004. In früheren Publikationen wurden die Reste als zur Brontotherien-Gattung Protitan zugehörig aufgefasst, welche sich aber durch ein abweichend strukturiertes Vordergebiss und einen anderen Aufbau der knöchernen Hörner unterscheidet. Einzige anerkannte Art ist Aktautitan hippopotamopus. Der Gattungsname Aktautitan verweist einerseits auf den Aktauberg als Fundgebiet und andererseits mit dem griechischen Wort Τιτάν (Titán „Titan“ oder „Riese“), einem bei Brontotherien häufig verwendeten Namenszusatz, auf die Größe des Tieres. Der Artname hippopotamopus setzt sich aus den ebenfalls griechischen Wörtern ἱπποπόταμος (hippopótamos „Flusspferd“) und πούς (poús „Fuß“) zusammen und bezieht sich auf die flusspferdartige Beingestaltung. Das Holotyp-Exemplar (Exemplarnummer KAN N2/875) umfasst ein nahezu vollständiges Skelett, dem lediglich ein Teil des rechten Vorder- und Hinterfußes fehlen.